# ماركو (من الأفضل الاتصال بسول)
«ماركو» (بالإنجليزية: Marco)‏ هي الحلقة العاشرة للموسم الأول من مسلسل إيه إم سي التلفزيوني الدرامي من الأفضل الاتصال بسول، المسلسل يُعتبر بادئة من مسلسل اختلال ضال. من تأليف وإخراج المسلسل المشارك بيتر غولد، تم بث الحلقة في 6 أبريل 2015 على قناة إيه إم سي بالولايات المتحدة. خارج الولايات المتحدة، تم عرض الحلقة لأول مرة على خدمة البث نتفليكس في عدة بلدان.

## الاستقبال

### التقييمات
عند بثها، تلقت الحلقة 2.53 مليون مشاهد أمريكي، ونسبة 18-49 من 1.2؛ بما في ذلك تقييمات Live + 7، تمت مشاهدة الحلقة الأخيرة من قبل 5.76 مليون مشاهد، وكان تصنيفها 2.8 18-49 بشكل عام.

## وصلات خارجية
- «ماركو» على إيه إم سي (بالإنجليزية)
- «ماركو» على قاعدة بيانات الأفلام على الإنترنت (بالإنجليزية)